# Bąków (szczyt)
Bąków (766 m n.p.m.) lub Czeretnik – najwyższy szczyt w Paśmie Pewelskim, które w regionalizacji fizycznogeograficznej Polski według Jerzego Kondrackiego zaliczane jest do Beskidu Makowskiego, w nowszej regionalizacji z 2018 roku do Pasm Pewelsko-Krzeszowskich. Bąków znajduje się w nim pomiędzy szczytami Bigosy i Ubocz. Na jego rozległym grzbiecie jest kilka osiedli: Hulboje, Groń i Olszowki. Dawniej na szczycie Bąkowa stała drewniana wieża triangulacyjna.
Nazwę Bąków podają mapy Geoportalu bazujące na państwowym rejestrze nazw geograficznych. Według Aleksego Siemionowa jednak prawidłowa nazwa szczytu to Czeretnik, taką nazwę podawał bowiem już Andrzej Komoniecki żyjący w latach 1658–1728 („Ceretnik rzeka wypada od góry Czeretnik nazwanej i łączy się z Kocońką u ślemieńskiego kościoła”). Takiej nazwy używa też ludność miejscowa. Mapy austriackie poczynając od 1855 r. szczyt ten błędnie nazwały Bakowem (jest to przekręcona nazwa przysiółka Bąków). Przez jakiś czas używana była też nazwa Patryja, pochodząca od drewnianej wieży triangulacyjnej, kiedyś stojącej na szczycie.
Południowo-wschodni stok Bąkowa opada do Pewlicy Jeleśniańskiej i jest w dużym stopniu bezleśny. Od doliny tej rzeki aż po wierzchołek Bąkowa podchodzą nim najdalej wysunięte ku północy pola i zabudowania miejscowości Pewel Wielka. Bąków jest zwornikiem; w kierunku północno-zachodnim tworzy porośnięty lasem grzbiet łączący się z Jasną Górką przez Przełęcz Ślemieńską. Grzbiet ten oddziela doliny Pewlicy i potoku Frydziowskiego.
Przez szczyt Bąkowa biegnie granica między miejscowościami Pewel Ślemieńska i Pewel Wielka (obydwie w województwie śląskim, w powiecie żywieckim)

## Nazwa
Według Aleksego Siemionowa prawidłowa nazwa to Czeretnik i od niej pochodzi nazwa całego pasma – Czeretniki. Na mapach jednak nadano mu zdaniem Siemionowa błędną nazwę Baków lub Bąków. Na mapie Geoportalu bazującej na państwowym rejestrze nazw geograficznych ma nazwę Bąków.

## Szlak turystyczny
Jeleśnia – Janikowa Grapa – Beskid – Madeje – Garlejów Groń – Gracówka – Zawaliska – Bigosy – Bąków – Ubocz – Baków Groń. Czas przejścia: 2:30 h, ↓ 2:10 h

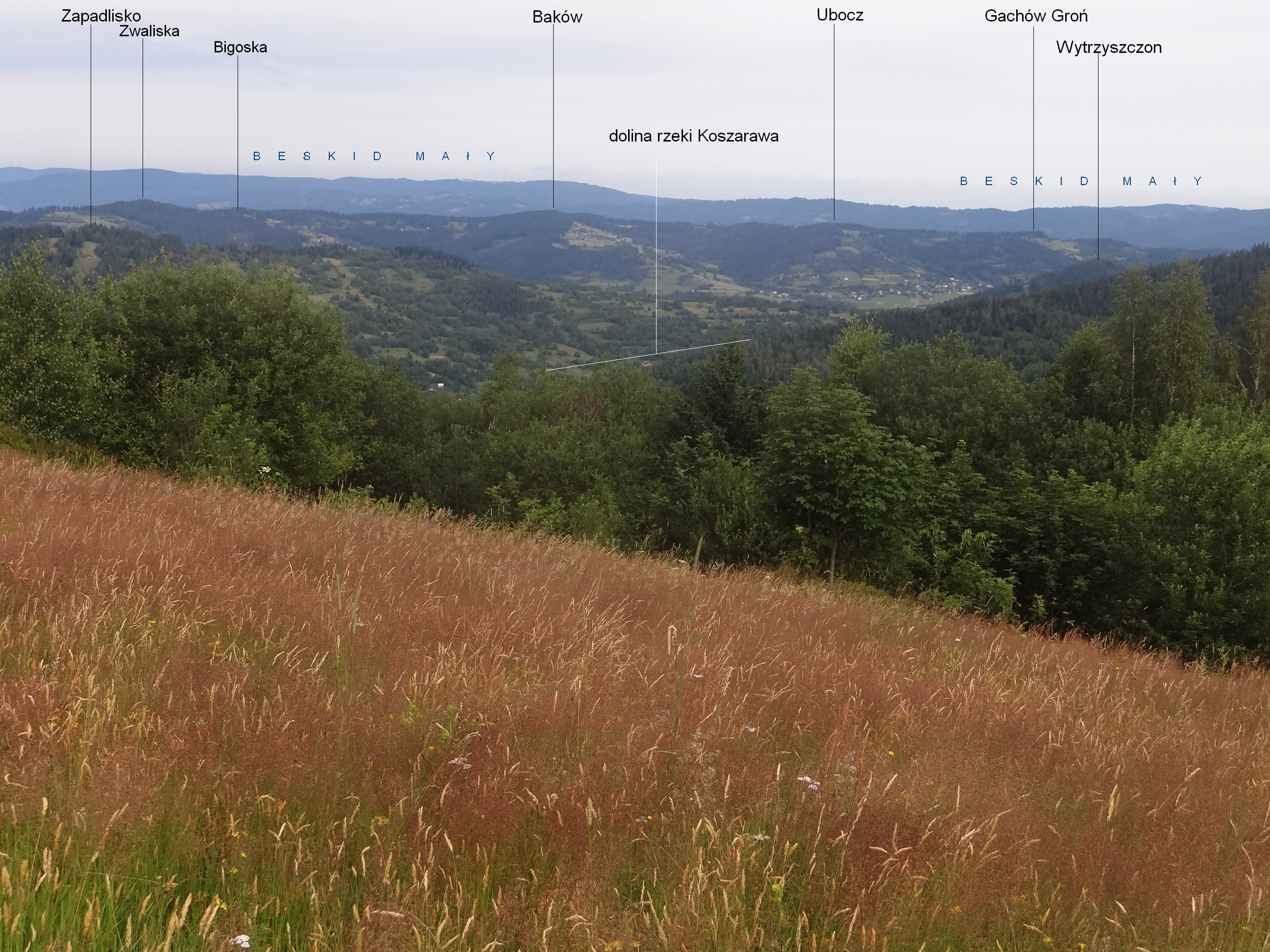
Widok z Kalikowego Gronia
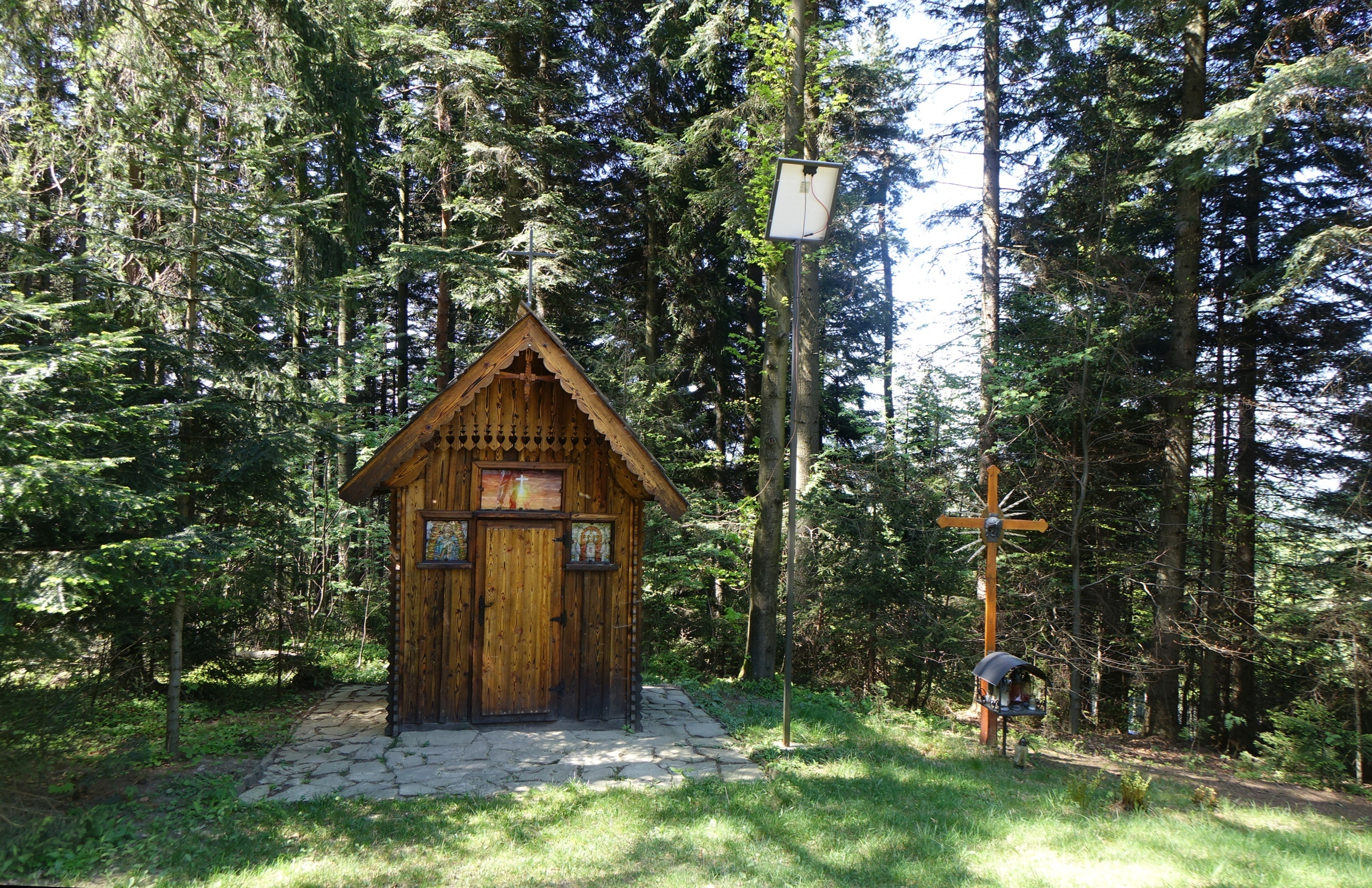
Kapliczka pod szczytem
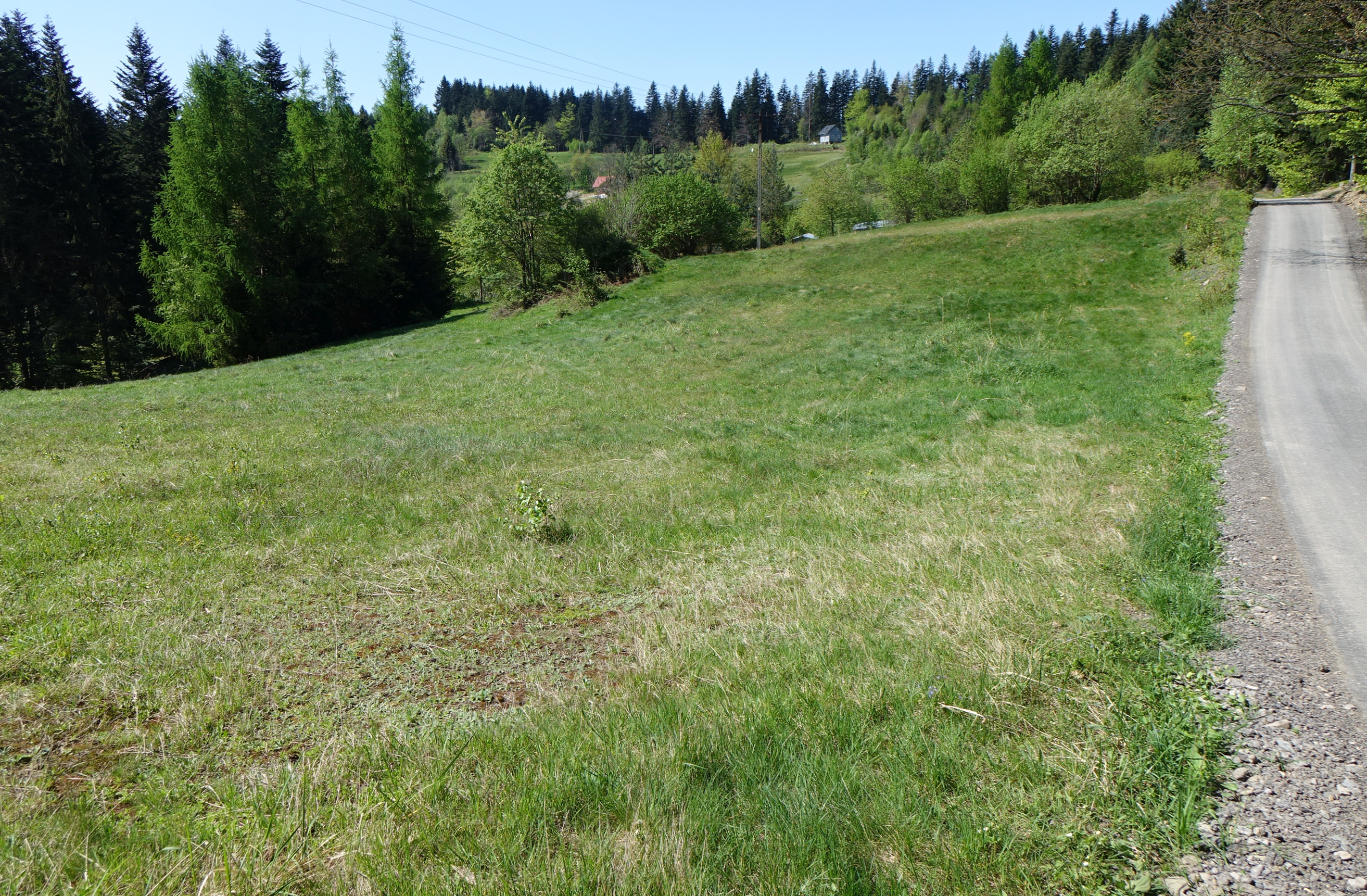
Osiedle Olszówka pod szczytem
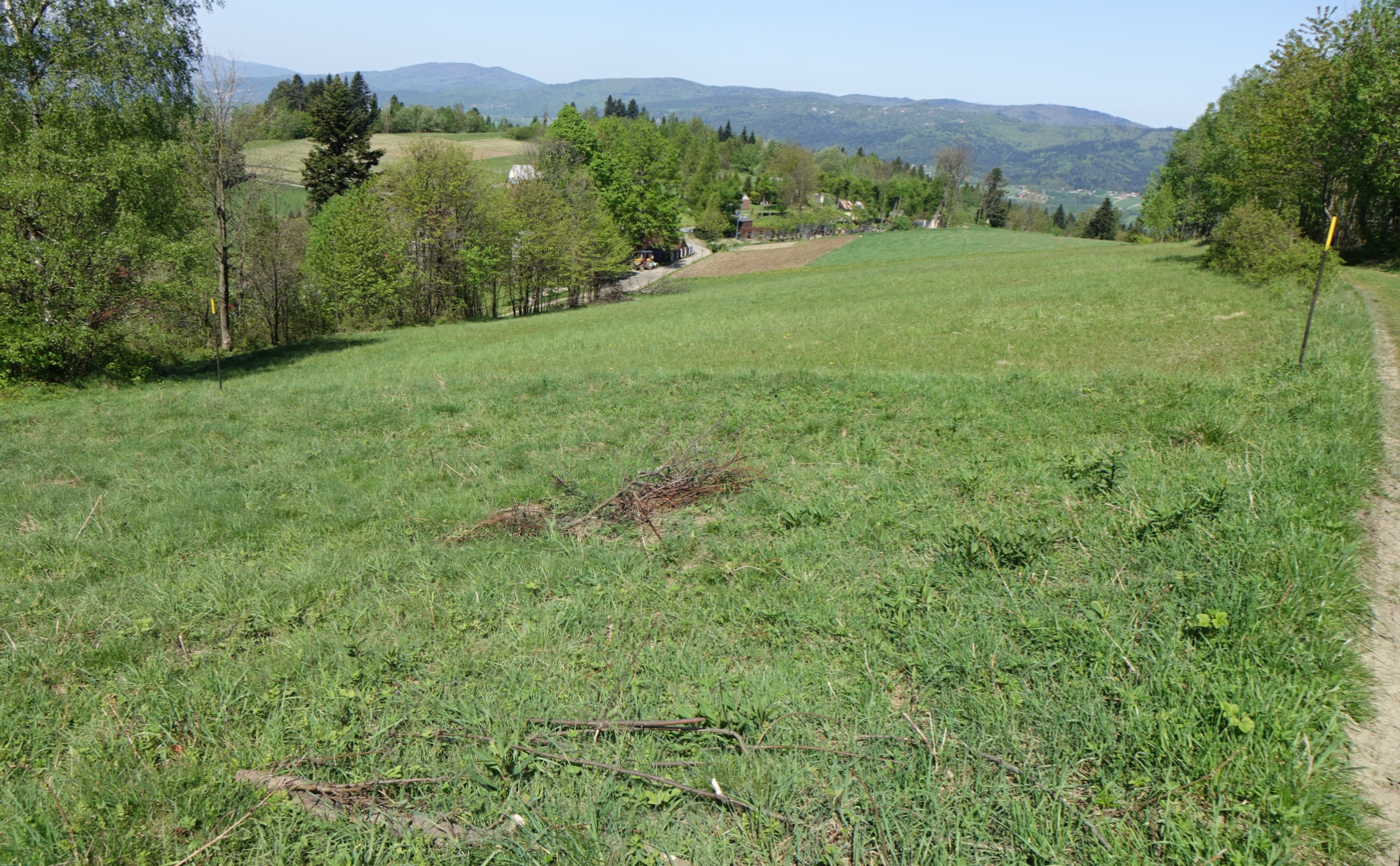
Osiedle Groń pod szczytem
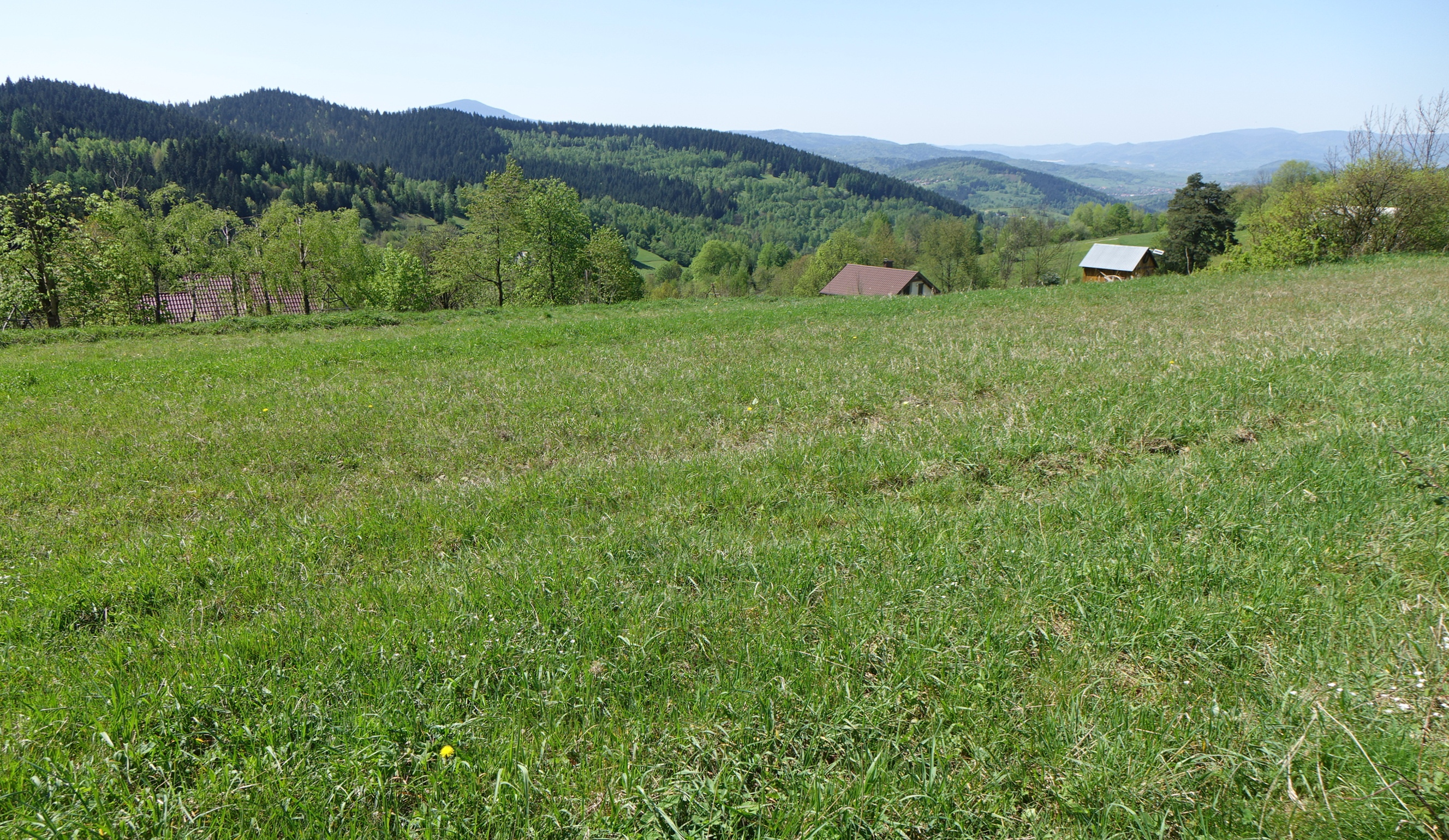
Osiedle Groń i grzbiet Bąkowa